# Wental

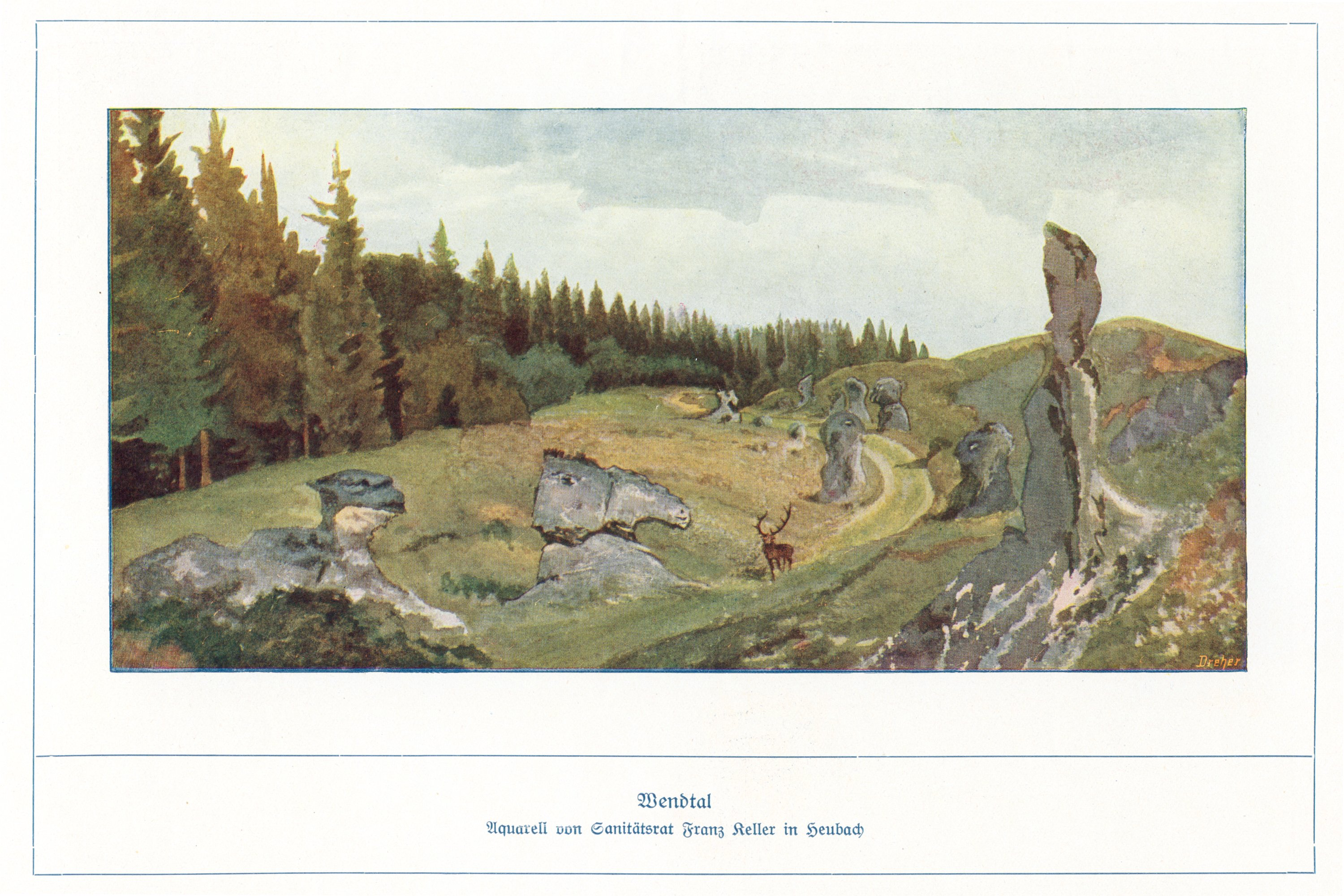
Historische Darstellung von Franz Keller, damals als Wendtal bezeichnet.

Das Wental (gesprochen mit langem geschlossenen /e:/) ist ein typisches Trockental nordwestlich von Steinheim am Albuch auf der Karsthochfläche der Schwäbischen Alb im Landkreis Heidenheim in Baden-Württemberg und ein beliebtes Ausflugsziel.

## Geographie

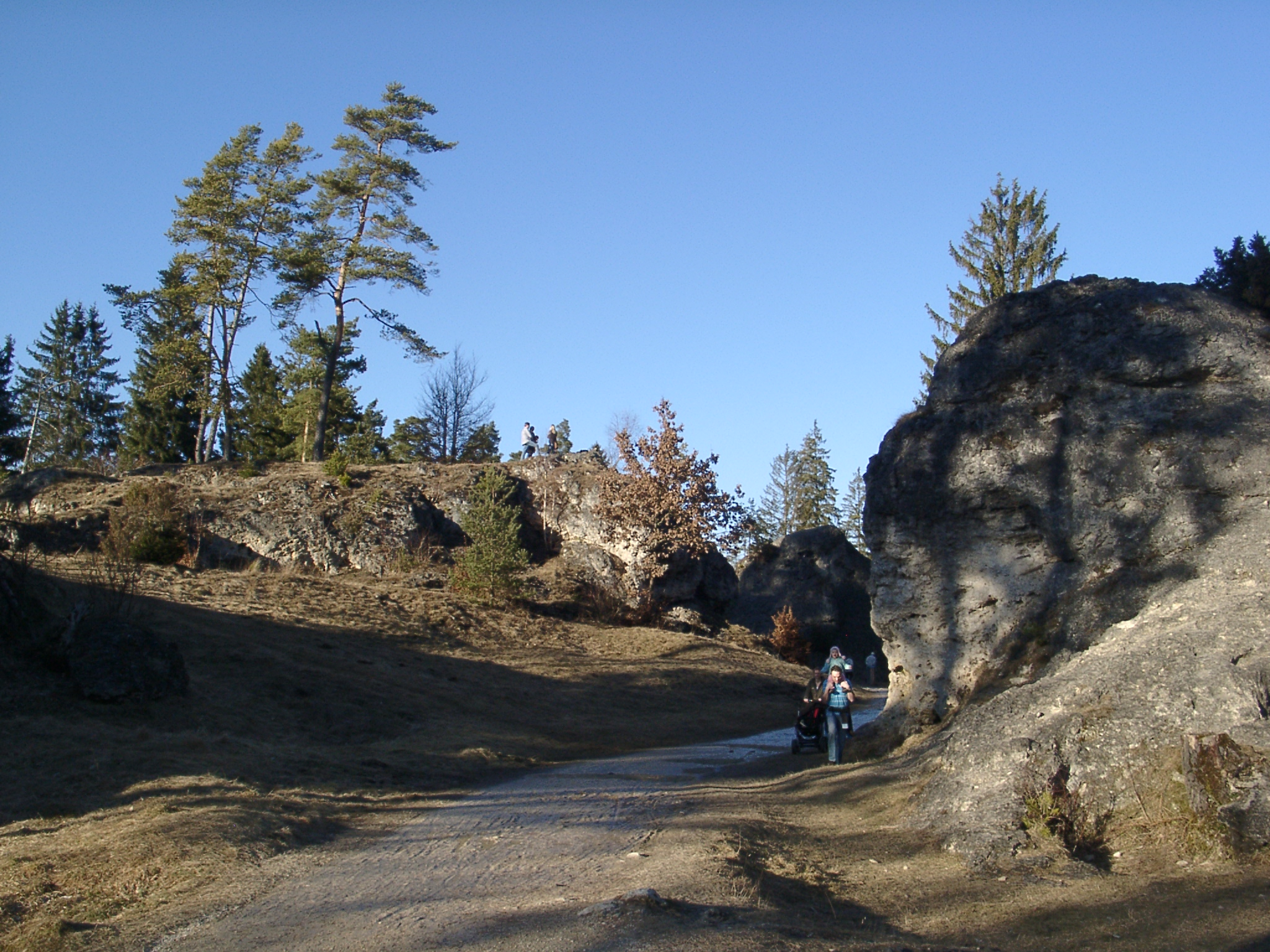
Im Felsenmeer

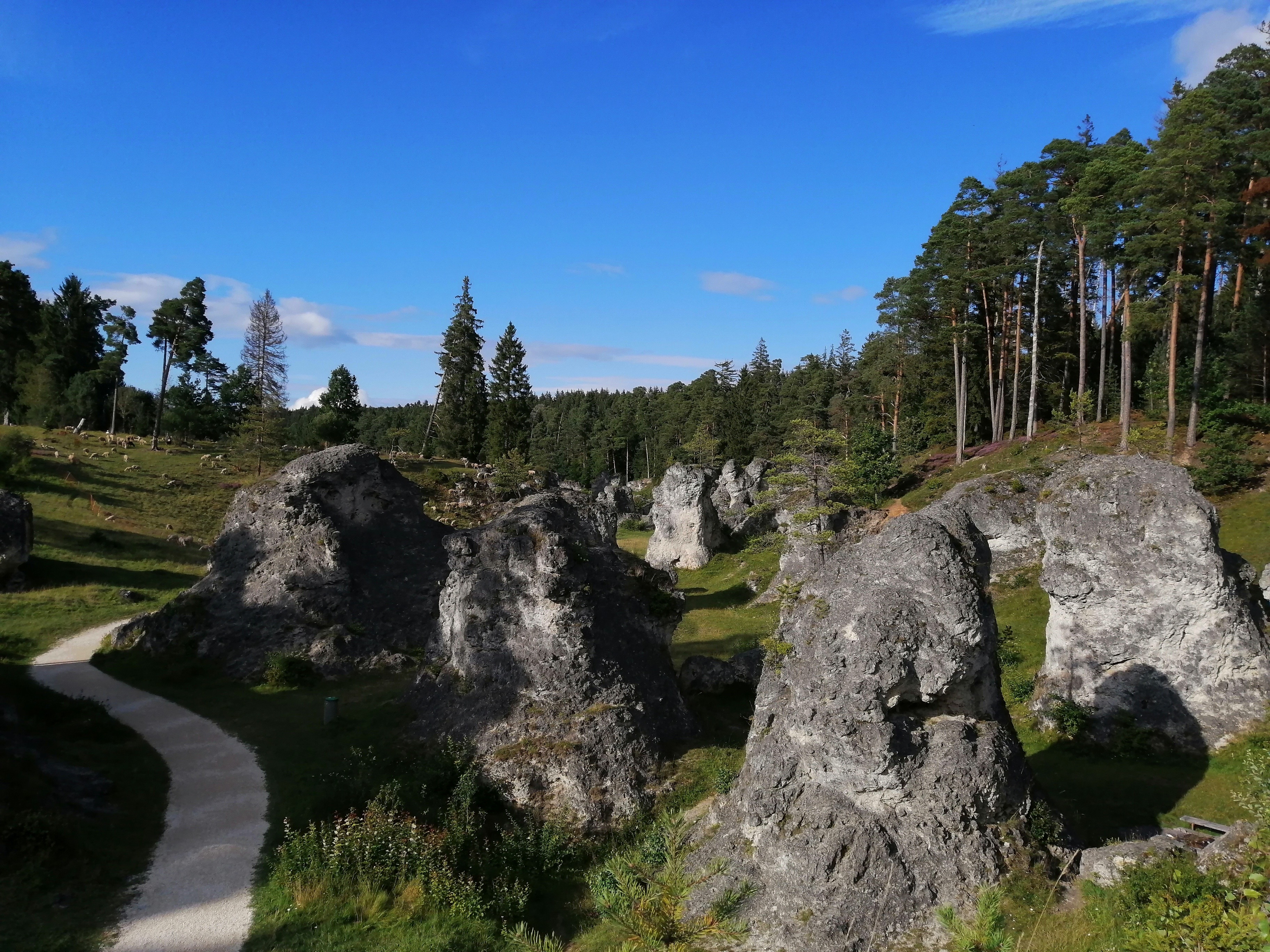
Südlicher Blick auf das Felsenmeer.

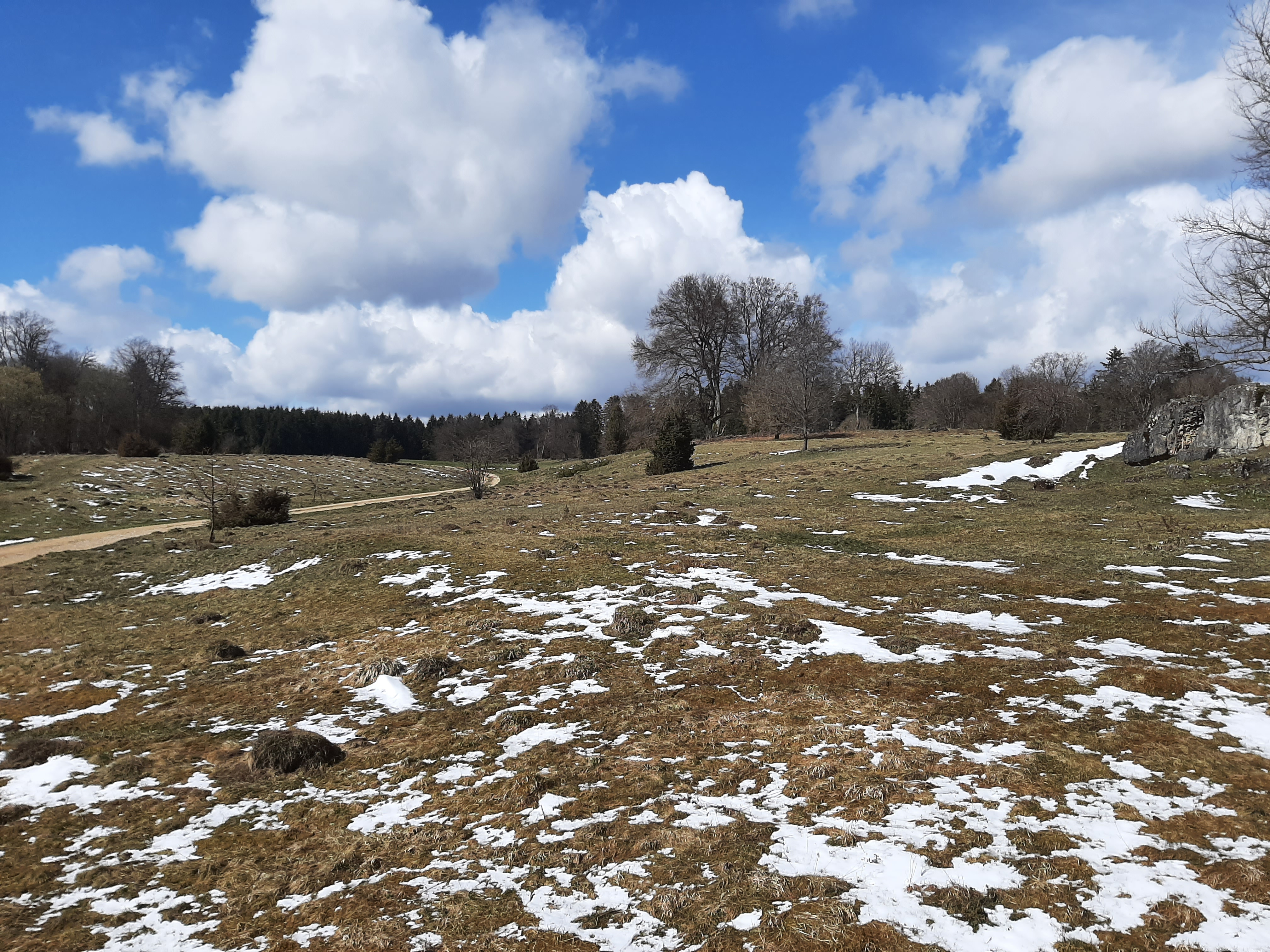
Blick über die Feldinsel Klösterle

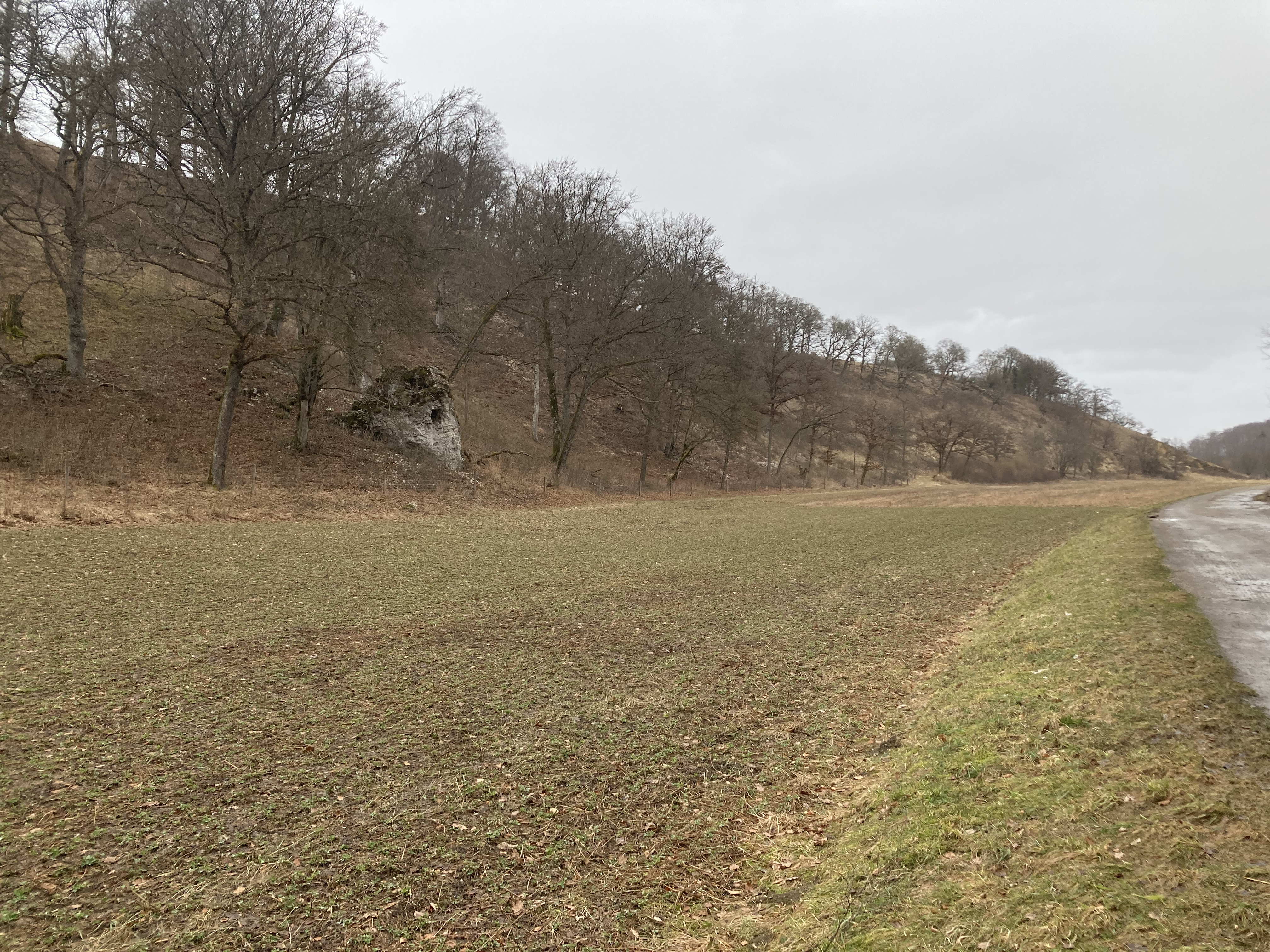
Ende des Wentals im Hirschtal bei Steinheim am Albuch

Die Talmulde beginnt in der Natur erkennbar in einer nordöstlichen Flurbucht etwa dreieinhalb Kilometer nordöstlich von Bartholomä und damit weniger als zwei Kilometer südlich des Albtraufs. Sie läuft von hier südsüdwestlich, biegt östlich von Bartholomä nach Südsüdosten ab und läuft dann bis zum Wohnplatz Am Wental am Waldrand. Auf dem letztgenannten Abschnitt liegt das sogenannte Felsenmeer.
Dann tritt das Tal jenseits der Straße von Bartholomä nach Steinheim ganz in den Wald ein und läuft darin in langen Schlingen und unter hochragenden Felsen etwa nach Südosten. Vor der letzten Linkswendung ist der dort Gnannental bezeichnete Taltrog auf ganzer Breite durch das Hochwasserrückhaltebecken Wental abgesperrt. Bis dorthin ist das Tal etwa zehn Kilometer lang. Über den Hirschtal genannten letzten Abschnitt von etwa zwei Kilometern Länge läuft das Tal dann ostwärts nach Steinheim, wo es in das durch einen Meteoriteneinschlag entstandene Steinheimer Becken mündet.
Der das Rückhaltebecken – und seltener untere Talabschnitte – entwässernde Wentalgraben mündet später, nach einer Kanalisierung im Bereich des Ortskerns von Steinheim und seinem Austritt aus dem Steinheimer Becken ins Stubental, in den als Kunstgraben ausgebauten und nur selten merklich Wasser führenden Wedel, der durch die Heidenheimer Innenstadt verdolt der Brenz zuläuft.

## Schutzgebiete
Das Wental liegt nahezu vollständig in mehreren Schutzgebieten. Das Regierungspräsidium Stuttgart hat mit Verordnung vom 29. Dezember 2008 das Wental unter dem Namen „Wental mit Seitentälern und Feldinsel Klösterle“ (Schutzgebiets-Nummer 1274) als Naturschutzgebiet ausgewiesen. Das Gebiet hat eine Fläche von 288,9 Hektar (ha) und liegt in den Landkreisen Heidenheim (Gemeinde Steinheim am Albuch – 262,7 ha) und Ostalbkreis (Gemeinde Essingen – 26,2 ha). Schutzzweck ist insbesondere der Erhalt der markanten Felsbildungen, der Magerrasenbereiche und der natürlichen und naturnahen Waldbereiche als wertvolle Lebensräume vieler seltener Pflanzen- und Tierarten.
Die gesamte Fläche liegt außerdem im FFH-Gebiet „Steinheimer Becken“, das rund 3.000 Hektar groß ist. Auch das insgesamt 8.645 Hektar große Vogelschutzgebiet „Albuch“ überlagert im Wental das Naturschutzgebiet und das FFH-Gebiet.
Besonders sehenswert im Naturschutzgebiet sind die freistehenden Felsengebilde aus Dolomit mit wundersamen Namen wie ‚Nilpferd‘, ‚Sphinx‘, ‚Spitzbubenstadel‘, ‚Wentalweible‘ oder ‚Hirschfelsen‘. Trotz steiler Talwände ist am Talgrund kein Bachbett mehr zu sehen. Durch die Senkung des Karstwasserspiegels ist das Tal schon vor langer Zeit trocken gefallen. Sehenswert ist auch die Flora des Wentals, wie etwa die für diese Gegend typischen Wacholderheiden und Trockenrasengesellschaften.
Die Landschaft wurde im Juni 2023 vom UNESCO Global Geopark Schwäbische Alb als Geopoint ausgezeichnet, um das geologische Erbe zu würdigen.